# Xã Kranzburg, Quận Codington, South Dakota
Xã Kranzburg (tiếng Anh: Kranzburg Township) là một xã thuộc quận Codington, tiểu bang Nam Dakota, Hoa Kỳ. Năm 2010, dân số của xã này là 351 người.